# A Single Life
A Single Life is een Nederlandse geanimeerde kortfilm uit 2014. De film werd gemaakt door animatiestudio Job, Joris & Marieke. De film werd genomineerd voor een Oscar in de categorie Animated Short. De film werd vertoond als voorfilm bij Gooische Vrouwen 2.

## Inhoud
Door de naald op verschillende plekken van een grammofoonplaat te zetten, maakt Pia een reis door de tijd, en door haar leven.

## Muziek
De filmmuziek werd gemaakt door Happy Camper, de band van regisseur Job Roggeveen, en gezongen door Pien Feith. Het lied A Single Life werd uitgebracht op (vinyl)single.